# Kleszczewo Kościerskie
Kleszczewo Kościerskie is een plaats in het Poolse district  Starogardzki, woiwodschap Pommeren. De plaats maakt deel uit van de gemeente Zblewo en telt 1120 inwoners.